# Fuchsthone Orchestra

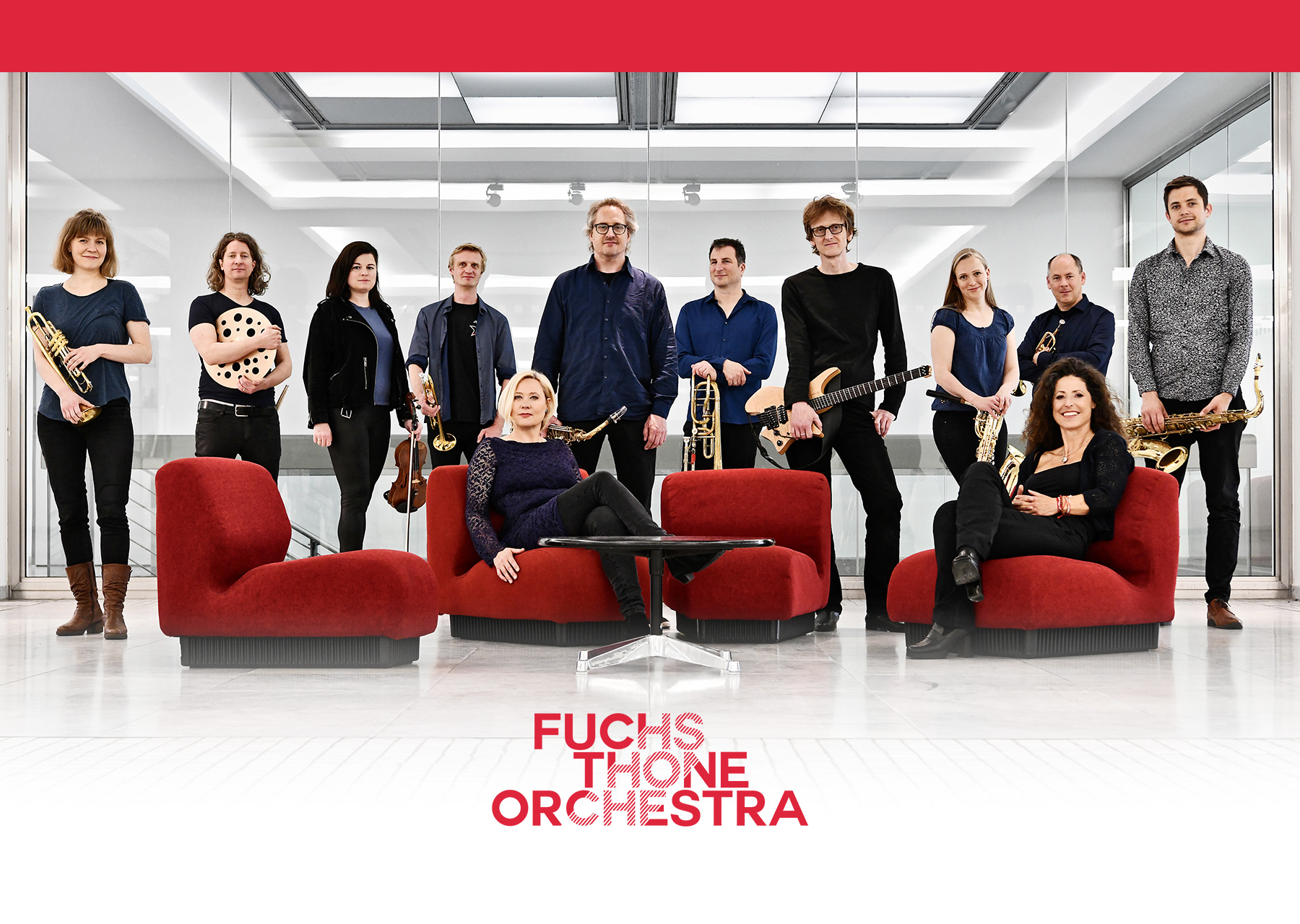
Fuchsthone Orchestra

Das Fuchsthone Orchestra ist ein zeitgenössisches Jazzensemble mit zwei Dirigentinnen und 20 Musikerinnen und Musiker. Das Orchester ist in Köln beheimatet. Der Name des Ensembles setzt sich zusammen aus den Nachnamen der beiden Kölner Musikerinnen Christina Fuchs und Caroline Thon, die die Formation leiten. Die beiden Komponistinnen stehen für einen zeitgenössischen genreübergreifenden Sound für Jazzorchester.

## Geschichte
Fuchs und Thon, beides Saxophonistinnen und Komponistinnen mit zum Teil langjähriger Erfahrung in der Leitung von Big-Bands, haben 2019 die großformatige Formation gegründet. Gemeinsam leiten und managen sie das Orchester; abwechselnd komponieren und arrangieren sie alle Musikstücke und stehen als Dirigentinnen auf der Bühne.
Zum Fuchsthone Orchestra gehören über eine Big-Band-Besetzung hinaus Instrumente wie Geige und Computer. So entsteht ein Klangeindruck, der weit über den genretypischen Sound hinausgeht.
Thon und Fuchs entwerfen (einzeln) immer wieder neue Werke, entwickeln aber auch Kompositionen weiter. Dabei entsteht „zeitgenössischer Jazz gemischt mit Elektronik und improvisierter Musik.“ Gemeinsam mit dem Klangkörper resultiert Musik, „die sich aus minimalistischen Versatzstücken langsam herausentwickelt, den Solisten Freiräume für eigene Ideen bietet, Musik, die mal sinnlich schwelgt, mal bedrohlich brodelt, vor harten Rock-Riffs und Noise-Attacken nicht zurückschreckt und bisweilen in mächtigem, kollektivem Aufbrausen endet“ und von einem polymetrischen Schlagzeug zusammengehalten wird.
2021 wurde das Fuchsthone Orchestra in der Kategorie „Großes Ensemble des Jahres“ für den Deutschen Jazzpreis nominiert. 2022 trat es bei Jazzahead und den Hildener Jazztagen auf. In einer verkleinerten Ausgabe präsentierte es beim Romanischen Sommer in Köln das Programm Echo Chambers.
2023 veröffentlichte das Fuchsthone Orchestra seine Debüt-CD Structures & Beauty, die von der Kritik beachtet und im Hörfunk vorgestellt wurde. Begleitend dazu stellte das Ensemble die Musik bei Konzerten vor u. a. beim Jazzfest Bonn, in der Münchener Unterfahrt und im österreichischen Dornbirn.

## Besetzung (2023)
Das Ensemble umfasst im Jahr 2023 folgende Mitglieder:
- Komposition, Dirigat, Arrangement: Caroline Thon, Christina Fuchs
- Saxophone, Klarinetten, Flöten: Jens Böckamp, Julian Drach, Roger Hanschel, Kira Linn, Veit Lange
- Trompeten: Jan Schneider, John-Denis Renken, Matthias Bergmann, Matthias Knoop
- Posaunen: Philipp Schittek, Matthias Schuller, Matthias Muche
- Bassposaune & Tuba: Wolf Schenk
- Violine: Zuzana Leharová
- Gesang/Stimme: Filippa Gojo
- Klavier: Laia Genc
- Gitarre: Andreas Wahl
- Bass: Alexander Morsey
- Schlagzeug: Jens Düppe
- Computermusik, Live-Samples: Eva Pöpplein

## Diskographische Hinweise
- Structures & Beauty (Enja 2023)